# Thiodina puerpera
Thiodina puerpera  (лат.) — вид аранеоморфных пауков из семейства пауков-скакунчиков (Salticidae).
Вид широко распространён в восточной части Соединённых Штатов. Ареал вида тянется вдоль побережья Мексиканского залива от Флориды до Техаса, и на север до Канзаса, Иллинойса и Пенсильвании. Как правило, встречается в травянистых областях в течение теплых месяцев в году.
Взрослые самки имеют длину тела 7—11 мм, а самцы 5—7 мм.